# Giovanni di Bicci de' Medici
Giovanni di Bicci de' Medici (n. 1360, Florența, Republica Florentină – d. 20 februarie 1429, Florența, Republica Florentină) a fost un bancher italian, membru al familiei Medici din Florența și fondatorul Băncii Medici. În timp ce alți membrii ai familiei, cum ar fi Chiarissimo di Giambuono de' Medici, care a făcut parte din Signorie în 1201 și Salvestro de' Medici care a fost implicat în revolta de la Ciompi din 1378, Giovanni a fost cel care a început creșterea puterii familiei Medici în Florența. El a fost tatăl lui Cosimo de' Medici ("Părintele Patriei"), străbunicul lui Lorenzo de' Medici (Magnificul) și stră-stră-stră-bunicul lui Cosimo I de' Medici, Mare Duce de Toscana.

## Biografie
Giovanni di Bicci de' Medici s-a născut în Florența, fiul lui Averardo de' Medici și Jacopa Spini. Deși el este considerat fondatorul bogatei Dinastii de' Medici, el nu a fost născut într-o familie avută. Puținii bani lăsați moștenire de tatăl său au fost împărțiți între văduva sa și cei cinci copii.
Giovanni a fost interesat de politică. Adesea, numele său a fost invocat pentru a participa în Guvernul Florentin (reggimento), insă el a ales să plătească amenzi, mai degraba decât să servească, deși fusese gonfalonier.
Giovanni a fost intemeietorul băncilor iar principalul său interes era ca filialele băncilor să se extindă pe întregul teritoriu de nord al orașelor Italiene. În anul 1414, Giovanni a pariat pe alegerea noului Papă și a câștigat. Papa i-a acordat controlul asupra Camerei Apostolice în timp ce acesta se folosea de banii băncilor sale. Un alt mod prin care a reușit să ridice familia la una dintre cele mai bogate din Europa a fost căsătoria sa cu Piccarda Bueri, a cărei familie avea rădăcini vechi, respectabile și o zestre mare.
Atunci când a murit, Giovanni devenise cel mai bogat om din Florența, după cum arăta raportul de impozitare din anul 1429. În 1420, Giovanni a dat cea mai mare parte din control asupra băncilor, celor doi fii ai lui, Cosimo și Lorenzo. 
A fost îngropat în sacristia din Bazilica San Lorenzo, din Florența.